# Динамовская улица (Ижевск)
Дина́мовская у́лица — улица в Ленинском районе города Ижевск. Проходит от улицы Депутатской до Механизаторской. Нумерация домов ведётся от Депутатской улицы.

## Описание

### Название
Улица была названа Динамовской по решению исполкома Ижевского городского совета депутатов 28 марта 1938 года.

### Расположение
Улица расположена в Ленинском административном районе столицы Удмуртии, на юге города, в жилом районе Привокзальный. Её северная и центральная часть находится между улицами Чкалова и Целинной (параллельно им), а южная часть между улицами Леваневского и Локомотивной.
Улица начинается от Депутатской улицы и проходит в южном направлении. После перекрёстка с Московской улицей входит в микрорайон Нагорный и пересекает его, заканчиваясь на Механизаторской улице у Железнодорожной больницы.
Пересечения:
- Парашютная улица
- Южная улица
- Трамвайная улица
- Тракторная улица
- Московская улица[6]

Слева примыкает Стадионная улица.

### Застройка
На участке от Депутатской улицы до Московской улица имеет частную застройку. В микрорайоне Нагорный застроена многоквартирными домами, среди которых имеются как двухэтажные бараки, так и современные многоэтажные дома.

## Примечательные здания и сооружения
По нечётной стороне:
- № 19 — «Королевские бани»
- № 81 — Детский сад № 250[7]

По чётной стороне:
- № 126 — жилой дом, велосипедная детско-юношеская спортивная школа «Импульс»

## Транспорт
Автобусы № 22, 25, 36 (ост. Динамовская улица)
По самой улице маршруты общественного транспорта не проходят.